# Gymnosporangium speciosum
Gymnosporangium speciosum är en svampart som beskrevs av Peck 1879. Gymnosporangium speciosum ingår i släktet Gymnosporangium och familjen Pucciniaceae.   Inga underarter finns listade i Catalogue of Life.